# Asteranthera ovata
Asteranthera ovata là một loài thực vật có hoa trong họ Tai voi. Loài này được (Cav.) Hanst. mô tả khoa học đầu tiên năm 1866.

## Hình ảnh

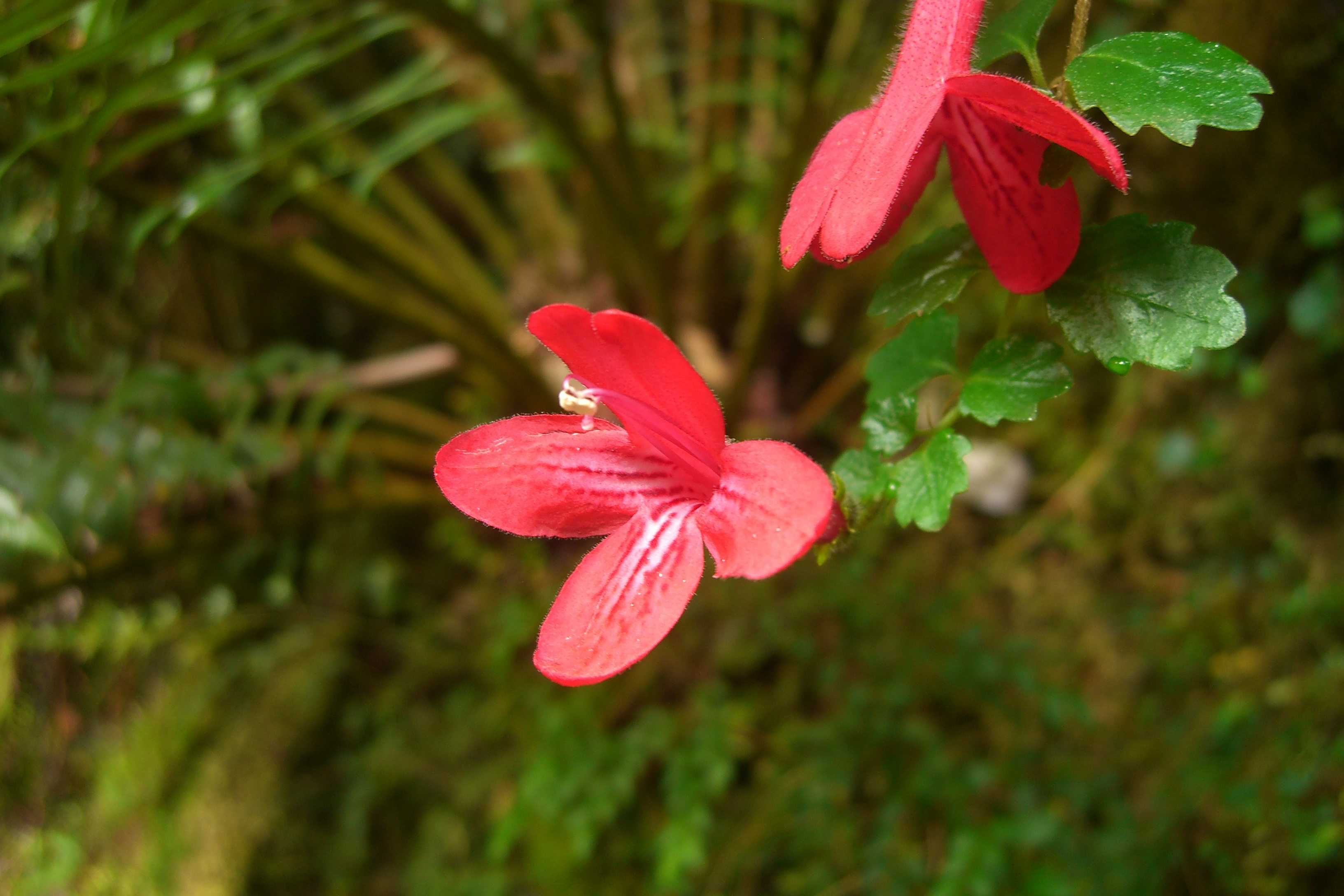
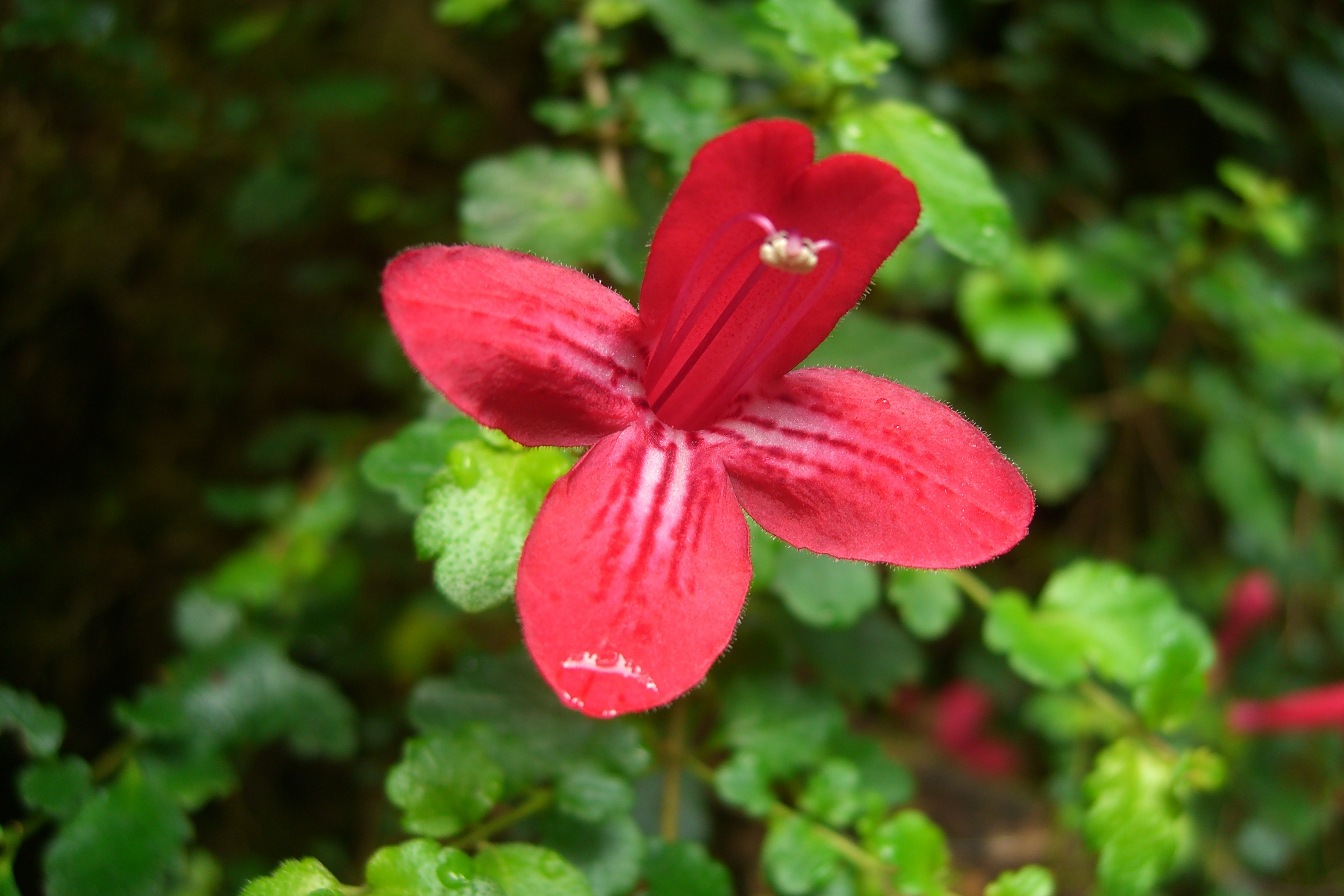
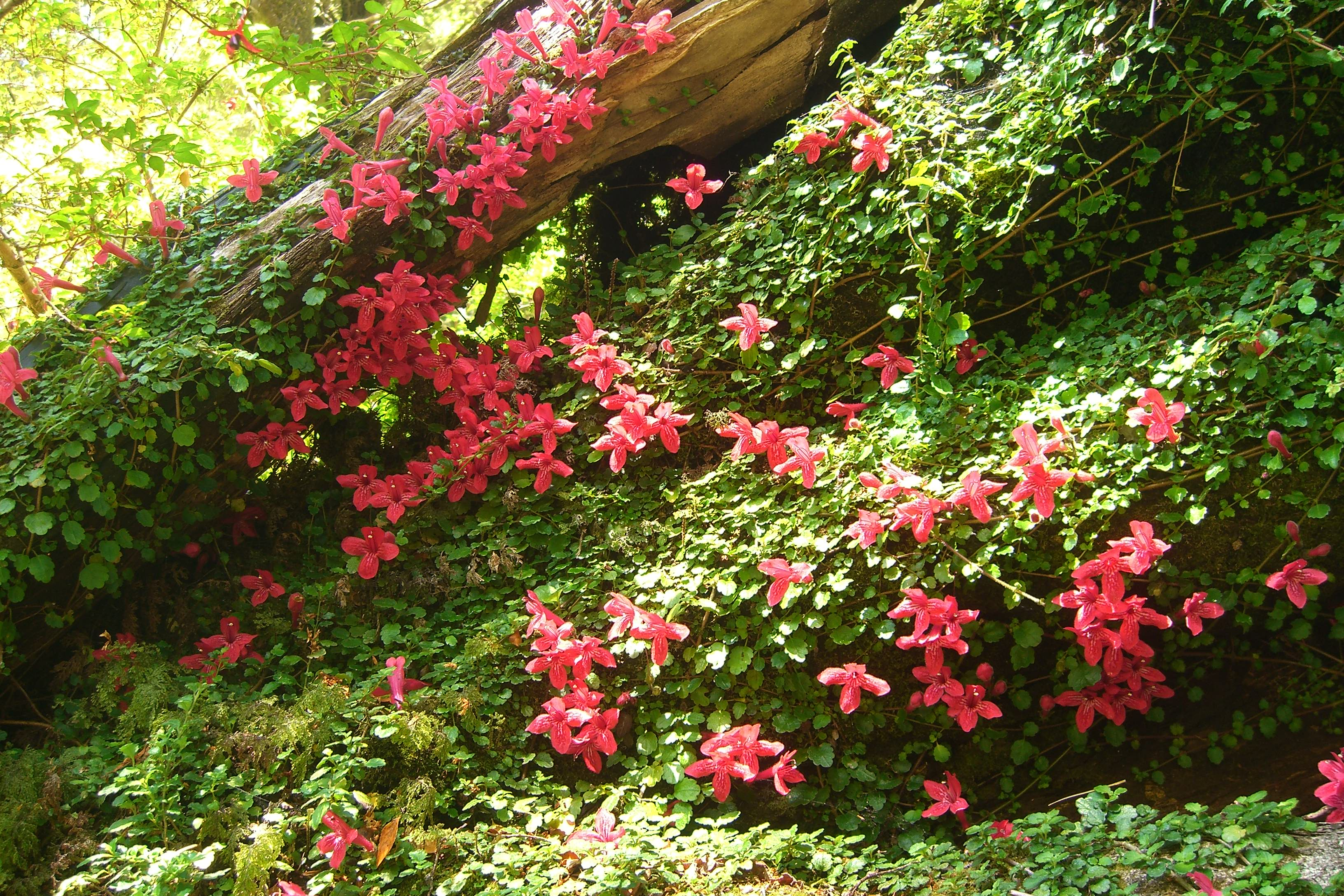
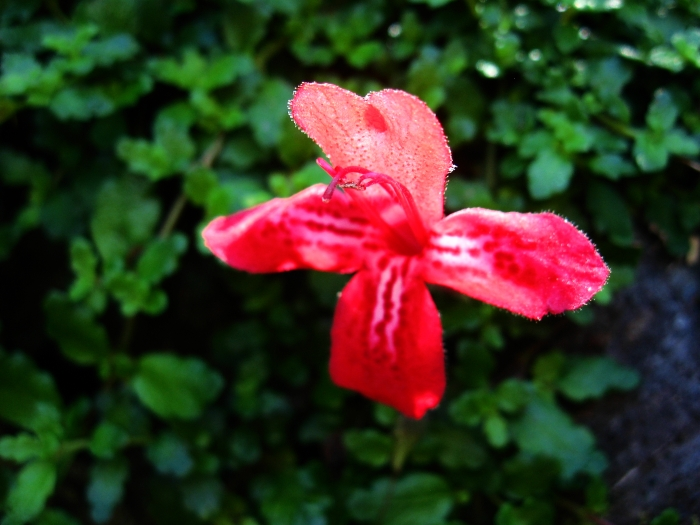